# پزشکی جنسی
پزشکی جنسی،  طب جنسی (به انگلیسی: Sexual medicine) یا پزشکی روان جنسی (به انگلیسی: psychosexual medicine) در کتاب کلاسیک «پزشکی جنسی» توسط مسترز و جانسون این‌گونه تعریف شده است: «شاخه‌ای از پزشکی است که بر ارزیابی و درمان اختلالات جنسی تمرکز دارد، که میزان شیوع بالایی دارند.»  از اختلالاتی که با داروهای جنسی درمان می‌شوند می‌توان به اختلال نعوظ، هیپوگنادیسم و سرطان پروستات اشاره کرد. پزشکی جنسی اغلب از یک رویکرد چند رشته ای شامل پزشکان، متخصصان سلامت روان، مددکاران اجتماعی و درمانگران جنسی استفاده می‌کند. متخصصان پزشکی جنسی اغلب به درمان با دارو و جراحی می‌پردازند، در حالی که درمانگران جنسی اغلب بر درمان های رفتاری تمرکز می‌کنند. 
مسائل را می‌توان به دو بخش اصلی مورد توجه تقسیم کرد:
- اختلالات اندام های جنسی
- اختلالات تغییرات روان بر روی تمایلات جنسی